# ブール・シーン
ブール・シーン（inscribed  𒀭𒁓𒀭𒂗𒍪 dbur-dEN.ZU、Būr-Sîn）は、古代メソポタミアの都市国家・イシンの王。
在位期間は低年代説によると紀元前1831年から紀元前1811年、中年代説によると紀元前1895年から紀元前1874年。シュメール王名表によると21年間、ウル・イシン王名表によると22年間統治した。ブール・シーンの治世はニップルとウルの宗教的な中心地に対する覇権の浮き沈みによって特徴づけられた。

## 略歴
「ニップルを満足させる羊飼い」、「ウルの強大な農夫」、「エリドゥの意匠を回復する者」、「ウルクのためのmesの司祭」という称号はブール・シーンがニップルとイシンの標準的な煉瓦碑文に使用していたものであるが、この時代にブール・シーンの支配がウルやエリドゥにまで及んでいたとは考えにくい、考古学的に証明された唯一の碑文は北方の2つの都市のものである。ウルの一枚の石版はブール・シーンの元年のものであるが、これはアビサレの11年に対応していると考えられており、幾つかの石版がウルの支配を証明している。
ブール・シーンはラルサの王であるアビサレ（紀元前1841年頃から1830年頃）とスムエル（紀元前1830年頃から1801年頃）の治世の末期と同時代の王である。スムエルの年号には、Akusum、カザリュウ、Uruk（イシンから離脱した）、Lugal-Sin、Ka-ida、Sabum、キシュ、Nanna-isaの村に対する勝利が記録されており、ブール・シーンの封じ込め策に対抗するためか、執拗に北上し、運河の掘削や埋没が盛んに行われた。ブール・シーン自身の年号は9つしか知られておらず、その順序は不明である。バビロンの王スムアブムが「自分の街に戻った」と言って出発した後に、この街の石版から2つの年号が発見されていることから、彼は一時期キスラの支配権を握っていた。しかし、4年目にスムエルがキスラを征服したため、ブール・シーンの占領は短期間であった。その他の年号には、ブール・シーンが要塞、ユーフラテス河岸の城壁、運河を建設したことが記録されている。スムエルの年号には「スムエルがニップルの宮殿(?)を開いた年の翌年」と記録されているが、この王の順序の中での位置は不明である。
赤褐色の瑪瑙の像がイナンナ女神に捧げられ、瑪瑙の皿がlukurの巫女と彼の「旅の伴侶」であるNanāia Ibsaに捧げられた。また、Enlil-ennamという名の人物が、国王の生涯のためにニンティヌガー女神に犬の置物を奉納した。現存する印章と印鑑は5つほどあり、ブール・シーンの僕や書記官の印鑑も存在する。そのうちの3つはウルで発掘されたもので、ブール・シーンの治世の終わりと後継者・リピト・エンリルの治世の始まりにウルが一時的に遅れて再占領されたことを示唆しているが、偶然にもウルからはこの時期に対応するサムエルの19年から22年を示す記録はない。